# Tricot circulaire

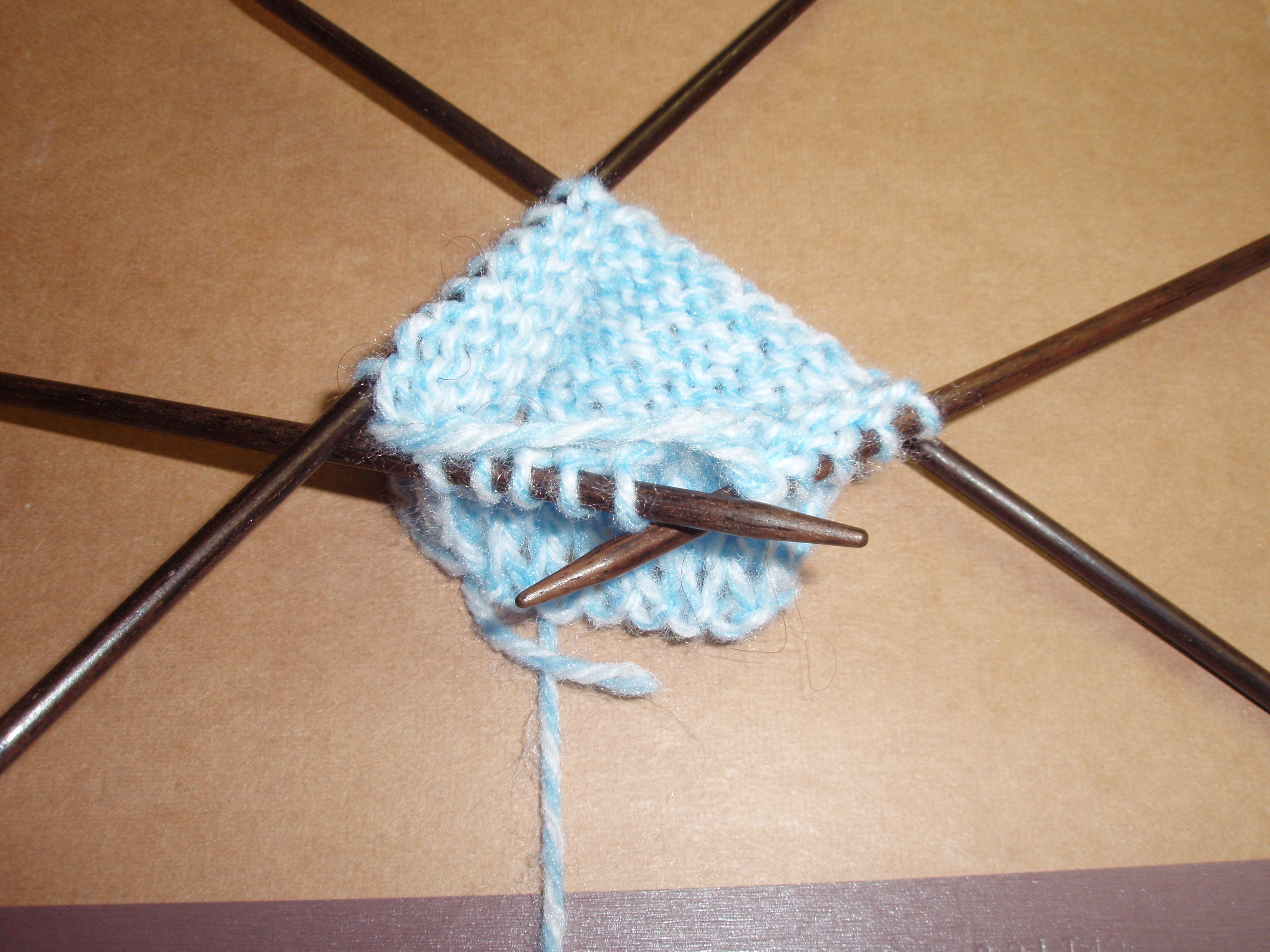
Tricot circulaire réalisé au moyen d'aiguilles doubles pointes

Le tricot circulaire ou le tricot en rond est une forme de tricot qui crée un tube sans couture. Le travail en rond commence en montant des mailles comme pour le tricot à plat mais en joignant ensuite les extrémités de cette rangée de mailles pour former un cercle. Le tricot se fait en tours (l'équivalent des rangs en tricot à plat), chaque tour s'enroulant en hélice sur le tour précédent. 
À l'origine, le tricot circulaire se faisait à l'aide d'un ensemble de quatre ou cinq aiguilles à double pointe . Aujourd'hui, les tricoteurs utilisent souvent à la place une aiguille circulaire, qui ressemble à une paire d'aiguilles à tricoter courtes reliées par un câble entre elles. Le tricot circulaire peut également être réalisé sur des machines à tricoter.

## Caractéristiques du tricot circulaire
Lorsque l'on tricote en rond, le tricot jersey est obtenu en tricotant toutes les mailles à l'endroit. Contrairement au tricot à plat, le tricot jersey n'est donc pas obtenu par une succession de rang endroit et envers.   
Comme de nombreux tricoteurs tricotent les mailles endroit de manière plus souple ou au contraire plus serrées que les mailles envers, l'échantillon tricoté en jersey à plat ne correspond pas forcément aux dimensions du même échantillon tricoté en rond.  
En travaillant en rond, le côté endroit de l'ouvrage est toujours face à soi.  

## Aiguilles
Le tricot en rond à la main se réalise le plus souvent sur un jeu de quatre à cinq aiguille à double pointe ou une ou deux aiguilles circulaires. 

### Aiguilles à double pointe

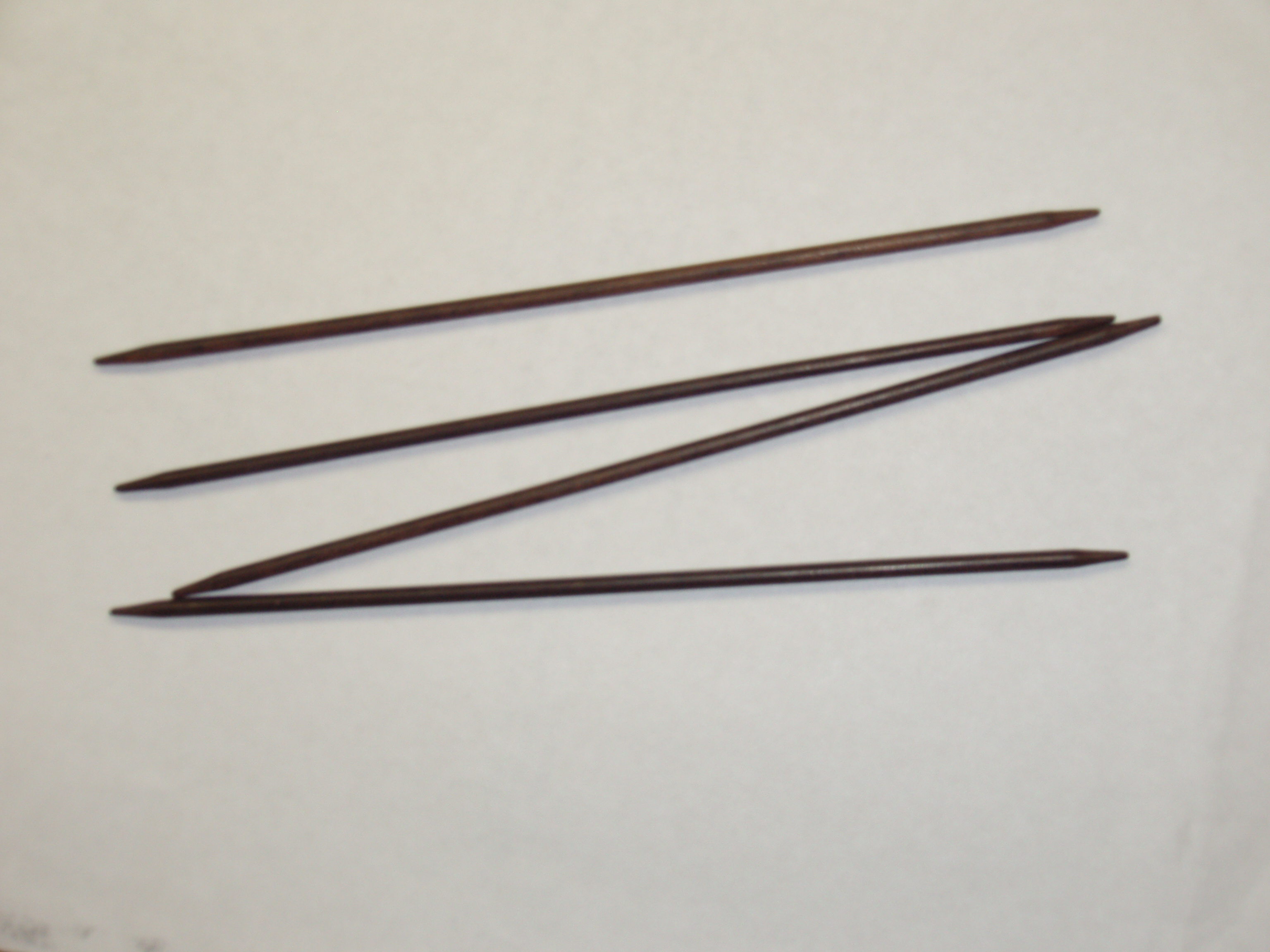
Quatre aiguilles à tricoter à double pointe.

De nos jours, les aiguilles à double pointe sont utilisées pour réaliser des ouvrages de petite circonférence (par ex. des chaussettes, des bonnets, des gants). Les jeux d'aiguilles les plus courants comportent des aiguilles mesurant 20 cm de long. Historiquement cependant, les aiguilles à double pointe ont été utilisées pour réaliser toutes sortes d'ouvrages, tricotés sur des aiguilles nettement plus longues. 
En France et dans l'espace francophone européens, les numéros d'aiguille correspondent au diamètre en mm. Dans l'espace anglophone, les numéros d'aiguille ont un nombre d'autant plus élevé que l'aiguille est fine (Canada et Royaume-Uni), ou d'autant plus élevé que l'aiguille est grosse (États-Unis). Les marques japonaises ont un système de notation qui leur est propre.

### Travail à une aiguille circulaire

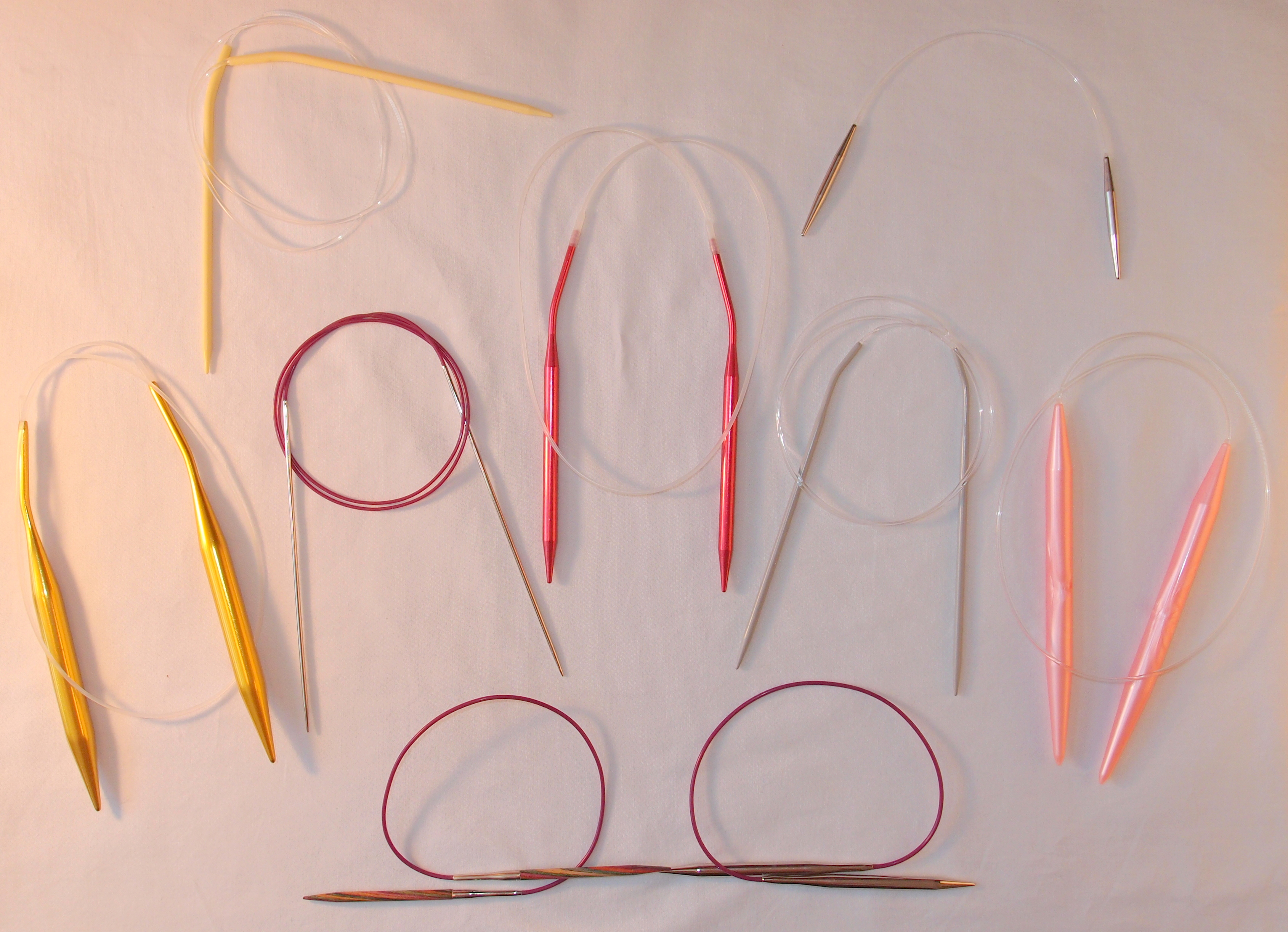
Aiguilles circulaires en différentes tailles et matières (plastique, aluminium, acier et laiton nickelé).

Les aiguilles circulaires sont vendues, comme les autres aiguilles à tricoter, avec des numéros correspondant au diamètre de l'aiguille. Leur longueur est très variable, allant de 20 cm à 150 cm. 
Les deux extrémités de l'aiguille, généralement longues de 10,5 à 13 cm de long, sont rigides et sont reliées par un câblé flexible (généralement en nylon).  Les aiguilles peuvent être reliés de façon permanente au câble, mais il existe également des kits spéciaux qui permettent d'ajuster le diamètre et la longueur des aiguilles circulaires selon les besoins (des aiguilles rigides de divers diamètres peuvent être vissés sur des câbles de diverses longueurs).
Dans le travail en rond à une aiguille circulaire, les mailles sont montées comme pour le travail à plat et le tricot est commencé en rapprochant les deux extrémités de l'aiguille en tricotant la 1ère maille du bord de montage avec la pointe droite de l'aiguille. La longueur de l'aiguille circulaire choisie pour tricoter ainsi doit impérativement être 10 cm plus petite que la circonférence du tricot final, sans quoi il est difficile de faire glisser les mailles d'une aiguille à l'autre. 

#### Méthode de la boucle magique (Magic Loop)

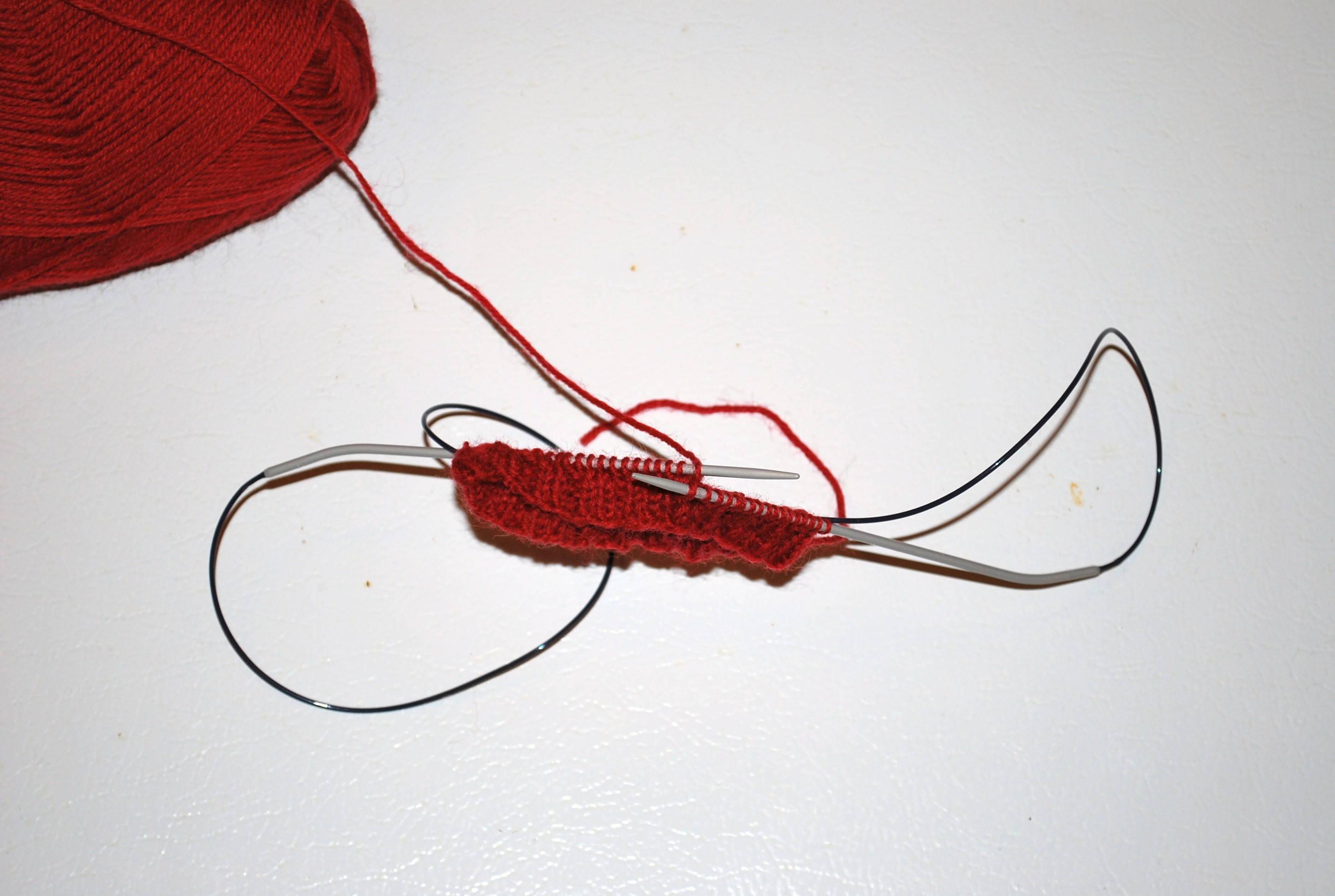
Tricot circulaire réalisé au moyen d'une aiguille circulaire flexible selon la technique dite de la boucle magique.

Cette méthode a été Inventée par Sarah Hauschka et décrite pour la première fois en 2002 dans le livret de Beverly Galeskas, The Magic Loop : Knitting Around On One Needle. Cette technique utilise une longue aiguille circulaire (par exemple 80 cm) pour tricoter des projets en rond en glissant de part et d'autre d'une boucle les mailles du tricot.   
Les mailles sont montées comme pour le travail à plat. On crée une boucle en tirant le câble flexible entre la moitié des mailles. La première moitié des mailles du premier tour sont alors glissées le long de cette boucle jusqu'à ce qu'elles se trouvent sur l'aiguille opposée de celle sur laquelle elles ont été montées, les mailles de la deuxième partie du 1er tour sont elles également glissées le long de cette boucle, mais seulement jusqu'au câble flexible. La première moitié des mailles est tricotée, puis l'on procède à une inversion : les mailles qui viennent d'être tricotées sont glissées le long de la boucle sur le câble tandis que les mailles de la seconde moitié sont elles glissées de même mais jusqu'à atteindre la partie rigide de l'aiguille. Ces deux étapes sont continuellement répétées et cette technique implique donc de transférer les mailles de la partie flexible à la partie rigide et inversement deux fois par tour.  
La technique de la boucle magique s'est rapidement diffusée, notamment au moyen de vidéos explicatives. Certaines marques proposent des aiguilles circulaires particulièrement longues, de manière à pouvoir tricoter en rond des ouvrages de larges circonférences - comme des pulls -  avec la technique de la boucle magique. Cette technique permet de tricoter des objets de différents diamètre avec une seule et même aiguille, la seule contrainte étant que l'aiguille circulaire doit nécessairement être nettement plus longue que le diamètre de l'ouvrage fini, sinon il devient difficile de former les boucles.   

### Travail à deux aiguilles circulaires
Le tricot en rond à deux aiguilles circulaires permet de tricoter en rond des ouvrages dont la circonférence (plus grande ou plus petite) ne correspond pas à la longueur des aiguilles circulaires employées. Il existe deux méthodes pour tricoter en rond avec deux aiguilles circulaires. 
La première méthode est plutôt utilisée pour de petites circonférences. Les mailles sont montées sur une aiguille (A), puis la moité de ces dernières est transférée sur la deuxième aiguille circulaire (B). Les mailles ainsi transférées sont ensuite glissée en arrière le long du câble flexible de cette deuxième aiguille tandis que les mailles se trouvant sur la première aiguille (A) sont elles glissées en arrière à travers toute la longueur du câble flexible jusqu'à se retrouver sur le côté rigide opposé de cette même aiguille. La première moitié des mailles du tour est tricotée uniquement sur la première aiguille. Au milieu du tour, les mailles se trouvant sur la première aiguille sont à leur tour glissées sur le câble tandis que les mailles de la deuxième aiguille (B) sont elles glissées jusqu'à la pointe opposée de l'aiguille. La deuxième moitié des mailles du tour est tricotée uniquement sur la deuxième aiguille. Ces deux étapes sont répétées tout le long du tricot. Comme avec la technique de la boucle magique, cette technique implique donc de transférer les mailles de la partie flexible à la partie rigide et inversement deux fois par tour.
La deuxième méthode de tricot à deux aiguilles circulaires est utilisée lorsque le nombre de maille montées est suffisant pour permettre de former une boucle (la longueur des mailles montée correspond au minimum à deux fois et demie la longueur de la partie rigide de l'aiguille. Les mailles sont ensuite glissées le long du câble jusqu'à ce qu'une partie d'entre elles se trouvent sur la partie rigide opposée et l'aiguille circulaire pincée de manière à former une boucle. La deuxième aiguille circulaire est ensuite utilisée pour tricoter les mailles. Une fois que le tour est terminé, les mailles sont à nouveau glissées vers la partie rigide opposée de l'aiguille, l'aiguille pincée en forme de boucle et les mailles tricotées avec la première aiguille. Ces deux étapes sont répétées tout au long du tricot. 

## Steeking
De nombreux types de pulls, en particulier les pulls scandinaves, sont traditionnellement tricotés en rond. Les ouvertures nécessaires à la réalisation des emmanchures, le devant des jaquettes ou les cols sont réalisés en coupant le tricot entre deux colonnes de mailles à l'aide de ciseaux très pointus. Ce procédé est appelé steeking. Les bords ainsi obtenus sont ensuite rabattus sur l'envers du tricot. Pour créer une manche, un col ou une bande de boutonnière, des mailles sont simplement reprises au niveau du pli. 
Dans les jaquettes traditionnelles norvégiennes (Lusekofte) Il est fréquent que des pièces de passementerie ou un ruban soient cousues à l'endroit ou le tricot a été coupé et replié. 
Lorsque le tricot est réalisé avec du fil 100% laine, le feutrage naturel fait qu'il n'est pas absolument nécessaire de consolider le tricot pour éviter qu'il ne se défasse. Néanmoins, il est fréquent que les tricoteurs consolident le tricot avant de procéder au découpage de l'ouverture. Ces consolidations sont faites de trois manières :
- au crochet : les mailles de part et d'autre de la future ouverture (souvent à deux mailles de distance) sont renforcées par deux colonnes de mailles travaillée au point de maille coulée ou serrée[4]
- en couture à la main : de part et d'autre et à deux mailles de la future ouverture, on passe un fil de laine dans chaque maille au point arrière, l'aiguille étant à chaque fois insérée au centre de la maille;
- en couture à la machine : au point de zigzag[5], de part et d'autre de la future ouverture.

## Jacquard
En français, le travail de tricot à la main avec plusieurs couleurs est appelé jacquard. Lorsque l'on travaille avec différentes couleurs sur un rang, il est possible de faire flotter sur l'envers de l'ouvrage la couleur non utilisée ou de travailler successivement avec différentes petites bobines de fils. Cette deuxième méthode s'appelle le jacquard intarsia. Le jacquard intarsia est utilisé pour réaliser de larges motifs, avec peu de changements de fils par rang. Tous les petits motifs sont au contraire réalisés en faisant suivre souplement le fil des autres couleurs à l'arrière de l'ouvrage (fils de fond). De ce fait, travailler en rond facilite grandement la rapidité d'exécution de ce type d'ouvrage puisque l'endroit de l'ouvrage se trouve toujours face à soi et qu'il est plus facile de suivre le motif si l'on ne tricote pas des rangs retour à l'envers car pour ceux-ci les fils de fonds sont croisés sur l'avant des aiguilles.
Plusieurs traditions de tricot se caractérisent par leur recours au travail de jacquard à petits motifs, réalisés en tricot circulaire. C'est notamment le cas des tricots scandinaves, islandais et Fair Isle.

## Pullovers sans couture
Les modèles écrits de pulls sans couture datent du XXe siècle. La première à avoir proposé un modèle tricoté sans aucune couture est la Norwégienne Unn Søiland Dale avec son modèle intitulé Eskimo, créé en 1952.
Elizabeth Zimmermann a pour sa part fortement contribué à la diffusion aux États-Unis de la technique de pulls tricotés en rond, tout à l'endroit, de bas en haut et sans couture. Barbara Walker, de nationalité américaine, a également marqué l'histoire du tricot circulaire en popularisant une technique de tricot pour les pulls également tricotés en rond, mais travaillés à partir de l'encolure, soit de haut en bas.
Actuellement, une très larges parts des designers de pulls pour le tricot à la main proposent des modèles tricotés en rond et sans aucune couture, tricotés de haut en bas ou de bas en haut. 